# Levski (Panagyurichté)
Pour l’article homonyme, voir Levski.
Levski est un village dans le centre de la Bulgarie.

## Géographie
Levski est situé à l'extrémité nord-ouest de la plaine Thrace, à 117 km à l'est de la capitale Sofia. Il est entouré, au nord et à l'ouest, par des collines qui constituent l'avancée la plus méridionale de la Sredna Gora.
Le village fait partie de la commune de Panagyurichté et dispose d'un maire de village.

## Histoire
Au cours de la domination ottomane, deux villages étaient situés à proximité l'un de l'autre : le village turc musulman de Karalar, qui est à l'origine de l'actuel village de Levski, et le village bulgare orthodoxe d'Oryahovo situé à proximité sur la berge de la rivière Louda Yana. Le village turc était traversé par la route entre Panagyurichté et Plovdiv. Pour échapper aux attaques et dévastations dont leur village était l'objet, les habitants bulgares d'Oryahovo se sont installés dans le village turc de Karalar.
Au cours de l'histoire, le village a porté différents noms : Karalar, Kalaglaré, Dolno Levski (1934-1987) et, enfin, Levski (1987-).

## Économie
Le territoire de la commune est constitué, principalement, de terres agricoles (22,825 km2), puis de forêts (9,708 km2) et de terres consacrées à d'autres usages (1,236 km2).

## Galerie

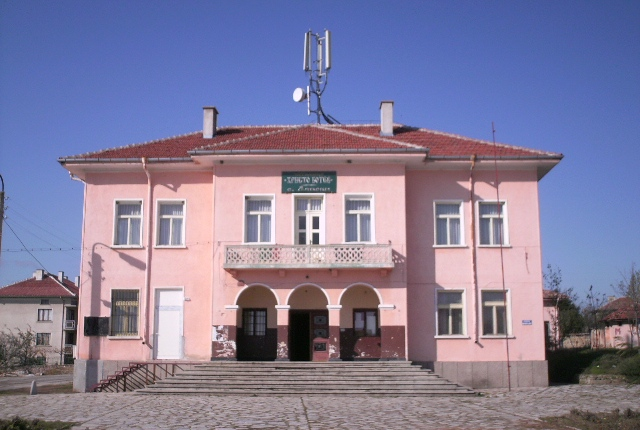
Le Tchitalichté Hristo Botev
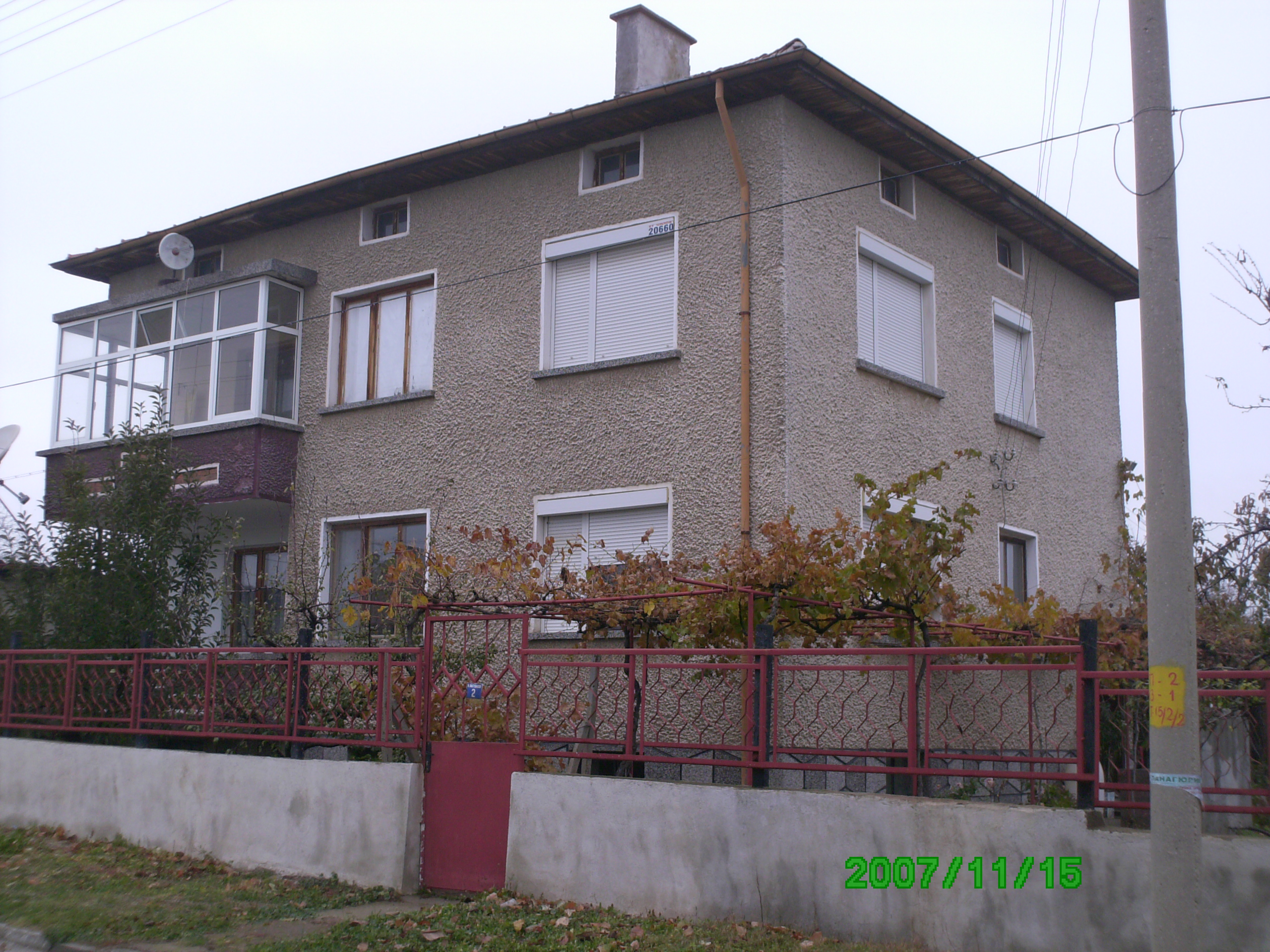
Maison dans le village de Levski
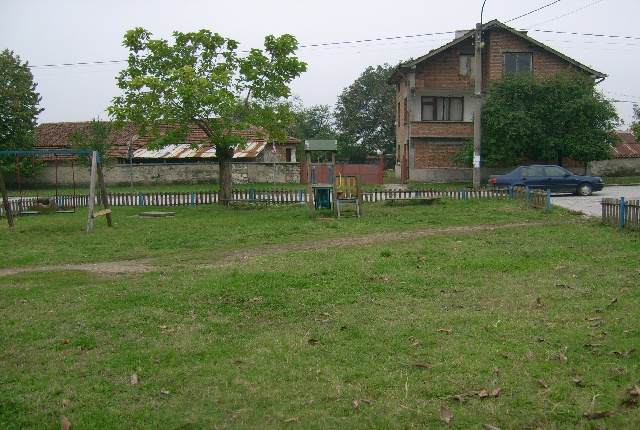
L'aire de jeux de Levski où se trouvait, jadis, la mosquée du village
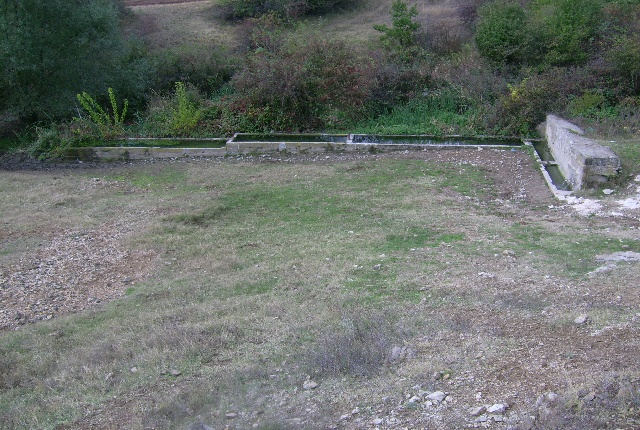
La fontaine Oulouklia
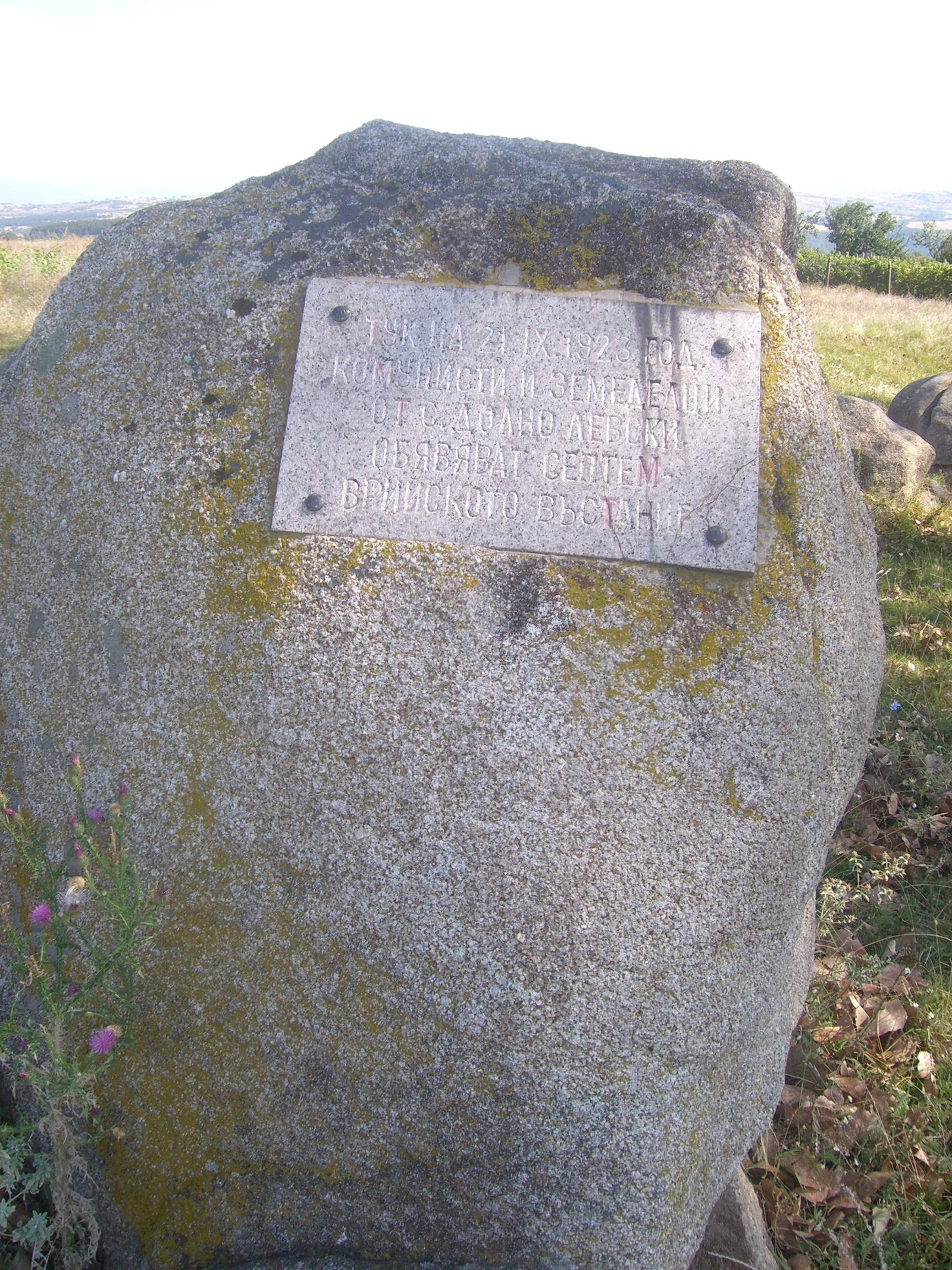
Plaque commémorative du 60e anniversaire de l'insurrection de septembre
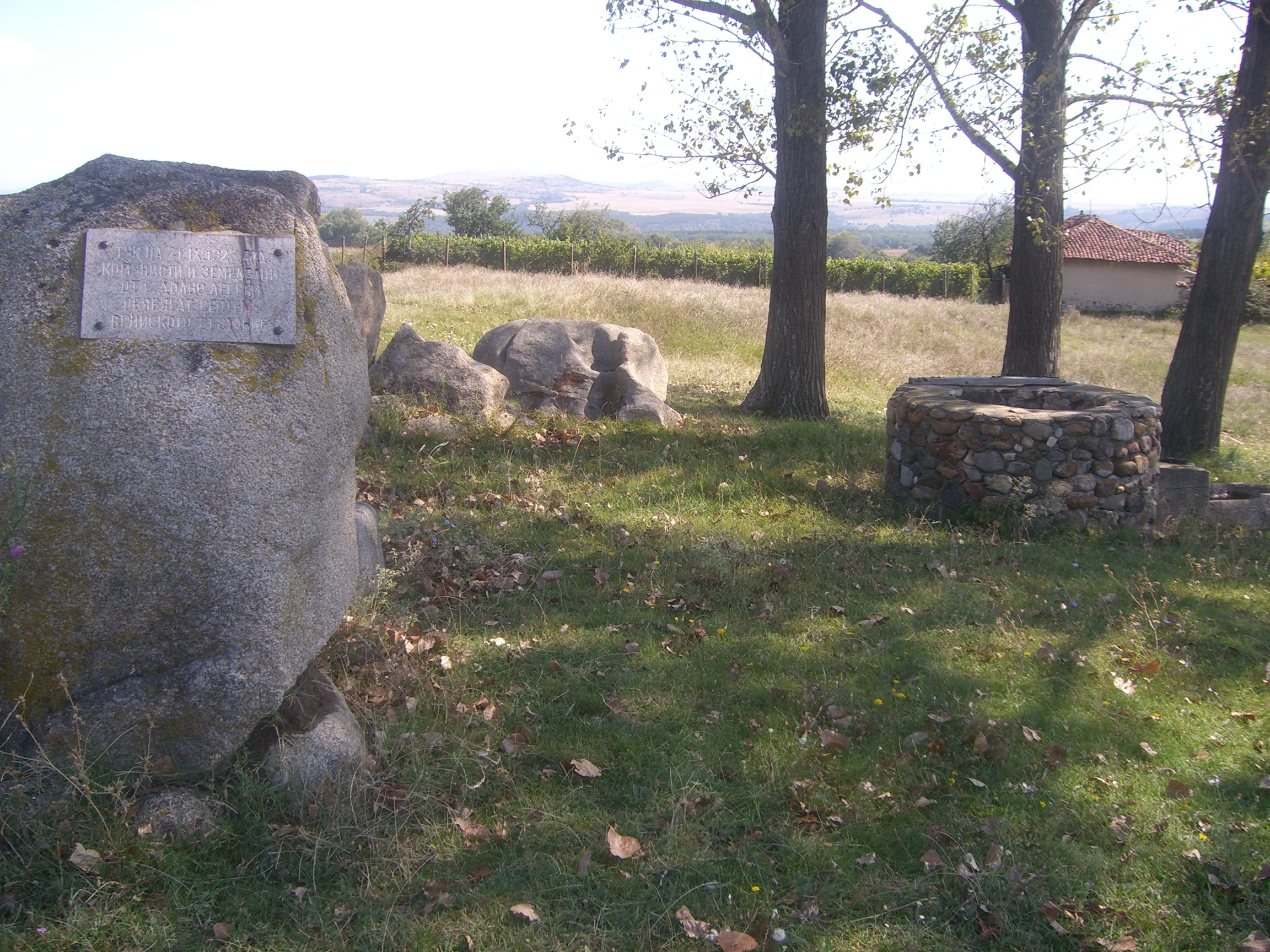
Plaque commémorative du 60e anniversaire de l'insurrection de septembre
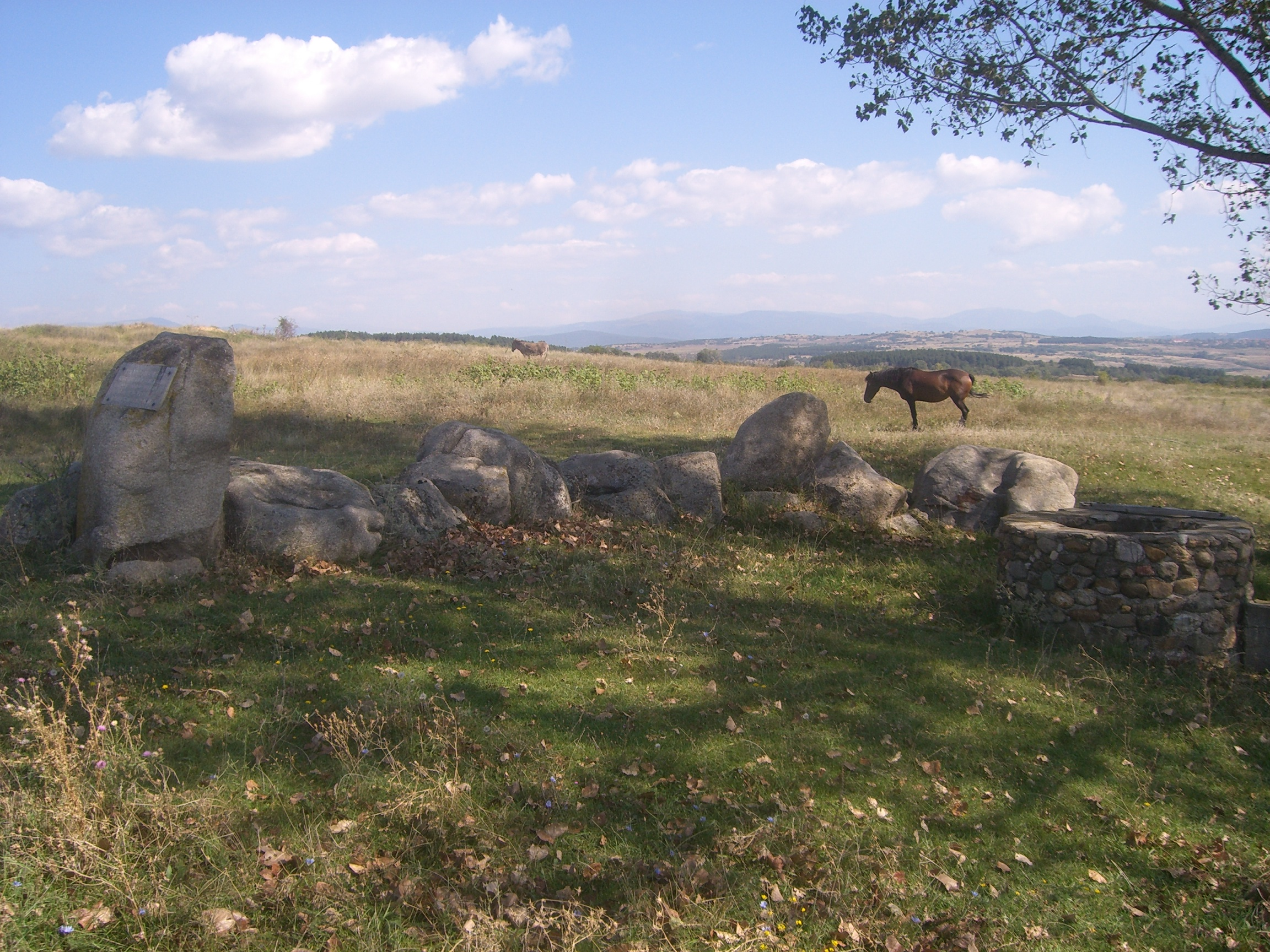
Plaque commémorative du 60e anniversaire de l'insurrection de septembre
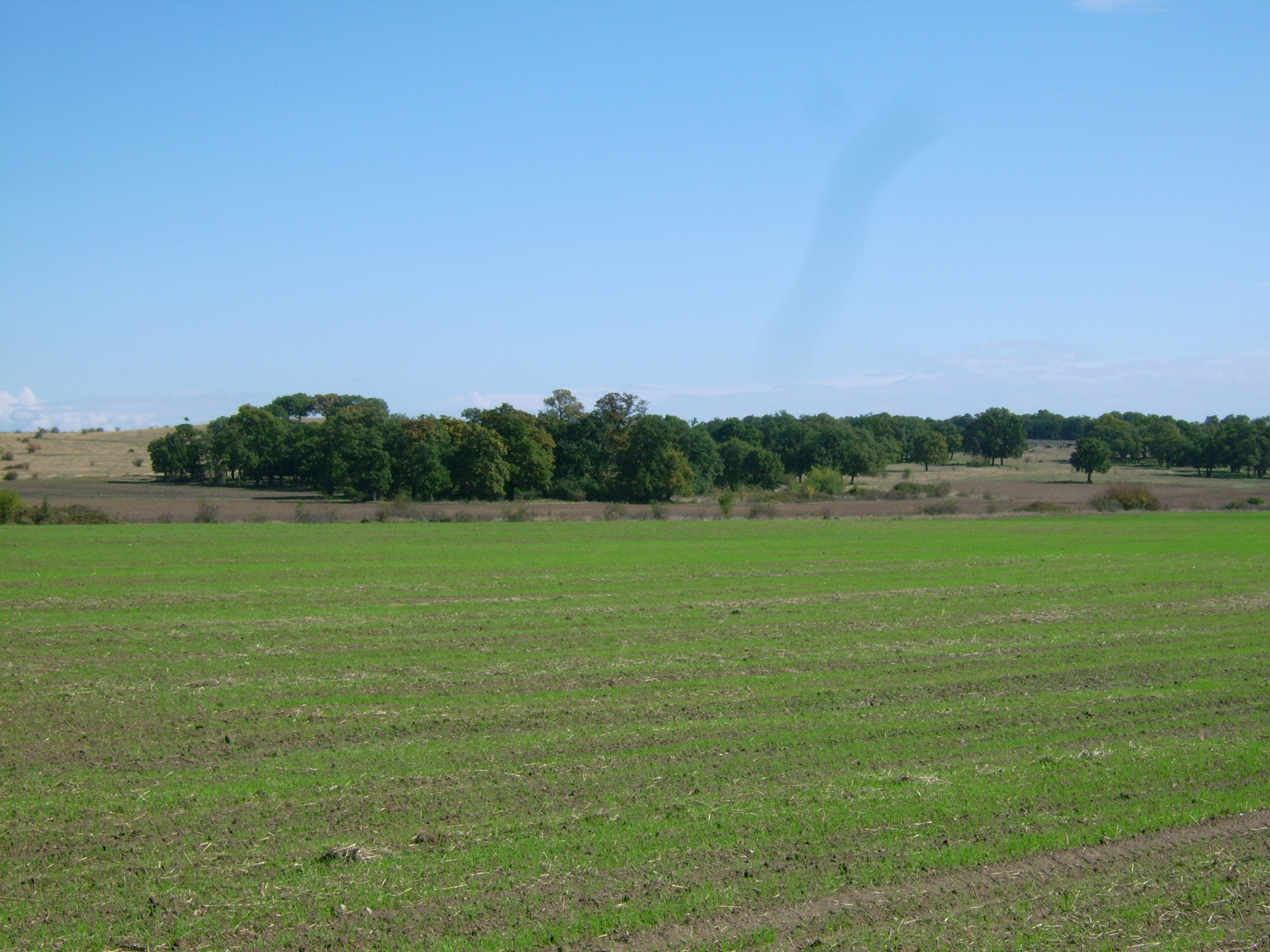
Les chênes de Kostadine
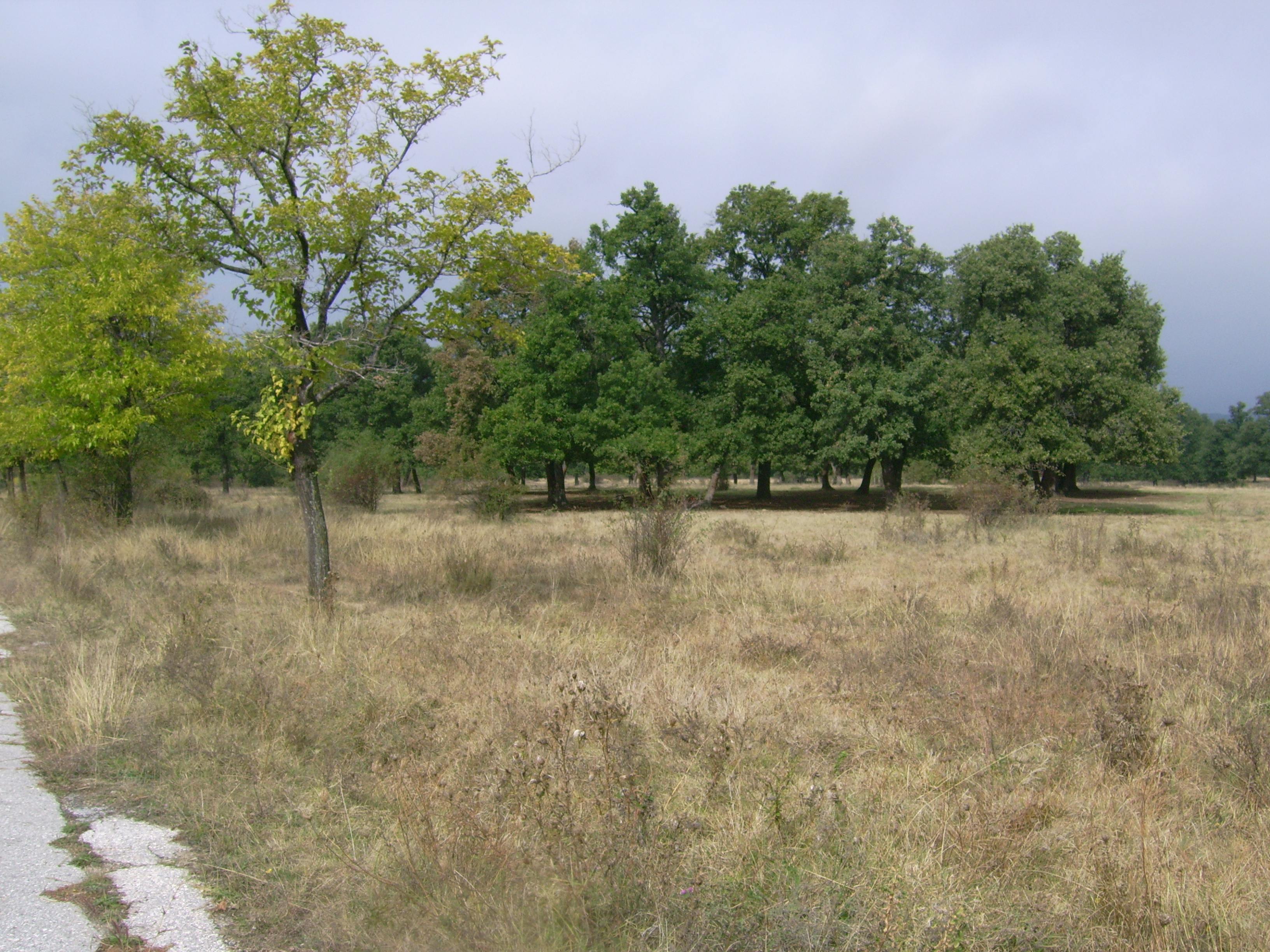
Les chênes de Kostadine